# Station Anjum
Station Anjum (Aj) was het eindstation aan de voormalige spoorlijn Leeuwarden - Anjum. Het station van Anjum werd geopend op 24 augustus 1913 en gesloten op 15 mei 1935. Het stationsgebouw uit 1909 bestaat nog steeds.